# Victoria Palace Hôtel

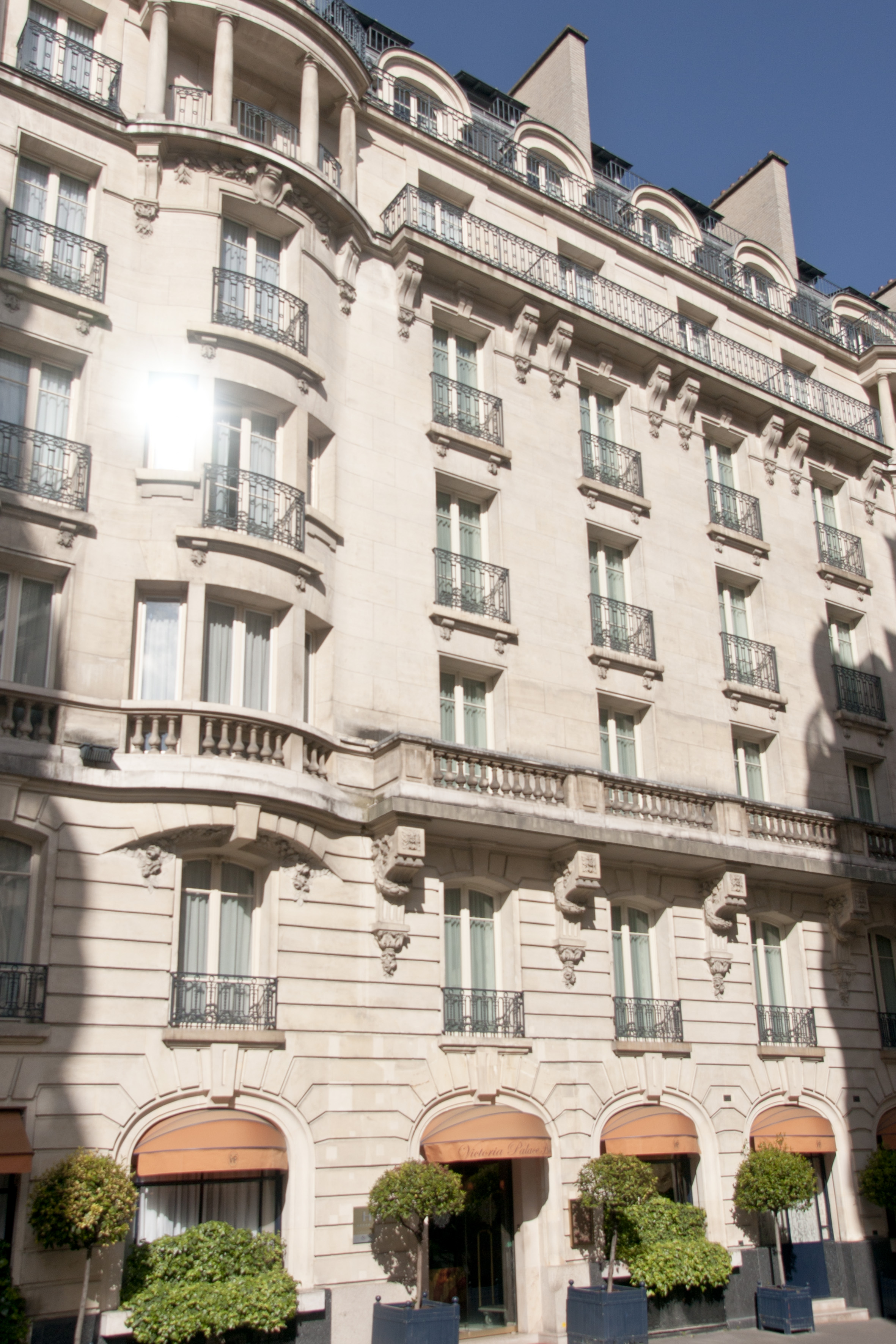
Victoria Palace Hôtel, 6 rue Blaise-Desgoffe

Le Victoria Palace Hôtel est un établissement hôtelier situé à Paris au 6 rue Blaise-Desgoffe, dans le sixième arrondissement.

## Histoire
Le Victoria Palace a ouvert ses portes en 1913 sous la direction de MM. A. Cayré et Nils C. Davidsen, qui avaient confié la construction de l'immeuble à l'architecte Gaston Ernest. Selon un document publicitaire de cette époque[évasif], l'hôtel comptait 150 chambres et 75 salles de bains.
La femme de lettres néo-zélandaise, Katherine Mansfield a vécu au Victoria Palace Hôtel du 30 janvier au 4 juin 1922, période pendant laquelle elle suivit un traitement contre la tuberculose dans le cabinet du docteur Manoukhin. Cette même tuberculose l'emportera en janvier 1923. C'est pendant ce séjour au Victoria Palace Hôtel qu'elle rédigea la nouvelle The Fly.
À la suite de la publication de Ulysses par James Joyce le 2 février 1922, c'est le mari de Katherine Mansfield, John Middleton Murry, un critique littéraire qui jouissait d’un prestige certain dans les milieux littéraires anglais avant-gardistes, qui en a publié la première critique dans Nation & Athenaeum le 22 avril 1922. N’étant pas certain d’avoir bien saisi la pensée et l’intention de Joyce, par le truchement de leur ami commun, Sydney Schiff, John Middleton Murry invita l'écrivain irlandais à venir prendre le thé au Victoria Palace Hôtel pour approfondir le sujet et rencontrer sa femme, Katherine Mansfield. Le thé eut lieu le jeudi 27 avril et curieusement laissa Katherine Mansfield assez indécise quant à l’œuvre de Joyce alors que ce dernier estima que c’est elle, plutôt que son mari, qui l’avait la mieux comprise,.

### James Joyce au Victoria Palace Hôtel
À son tour James Joyce est venu s’installer au Victoria Palace Hôtel en août 1923 et y résida jusqu’en octobre 1924 hormis quelques déplacements en Bretagne et à Londres. Son séjour a donné lieu à un certain nombre de lettres dans lesquelles il se plaint des autres clients et du propriétaire, M. Davidsen, qu’il trouve peu sympathique,. À cette époque il avait déjà commencé le travail sur ce qui allait devenir Finnegans Wake, dans le quatrième chapitre duquel apparaissent mystérieusement les lettres VPH faisant référence à un tailleur.

### Nouveaux propriétaires
En 1936 M. Davidsen vendit l’hôtel à MM. Albert Schmitt et Ambroise Gutzwiller. C’est à cette époque que l’hôtel fut remarqué par le peintre italien Giorgio De Chirico qui le qualifie du « meilleur, du plus confortable, du plus sympathique, du plus accueillant, du plus distingué, du plus propre, du plus reposant hôtel de la capitale » L’hôtel avait été redécoré probablement un peu avant l’achat par les nouveaux propriétaires dans le style Art déco en vogue à cette époque. Ce décor est resté en place jusque dans les années 1970, lorsque des travaux de modernisation ont réduit le nombre de chambres à 113, toutes avec salles de bains, et ont supprimé des éléments anciens jugés démodés comme la marquise en fer forgé.
La famille Schmitt reste propriétaire du Victoria Palace à ce jour (2015) mais après d’importants travaux autour de l’an 2000 les chambres ont été très sensiblement agrandies et leur nombre réduit à 62. Le décor a été de nouveau repensé dans les années 2000 à 2015 avec pour but de gommer les incongruités d’éléments juxtaposés datant des années 1930 et 1970 et restituer dans la mesure du possible une ambiance et un décor se rapprochant du l’état originel de l’hôtel à son ouverture en 1913.
Le classement en établissement cinq-étoiles a été obtenu en 2012[réf. nécessaire].
L'hôtel fut totalement rénové en 2020 et début 2021, il rouvrit ses 92 chambres fin mars 2021.

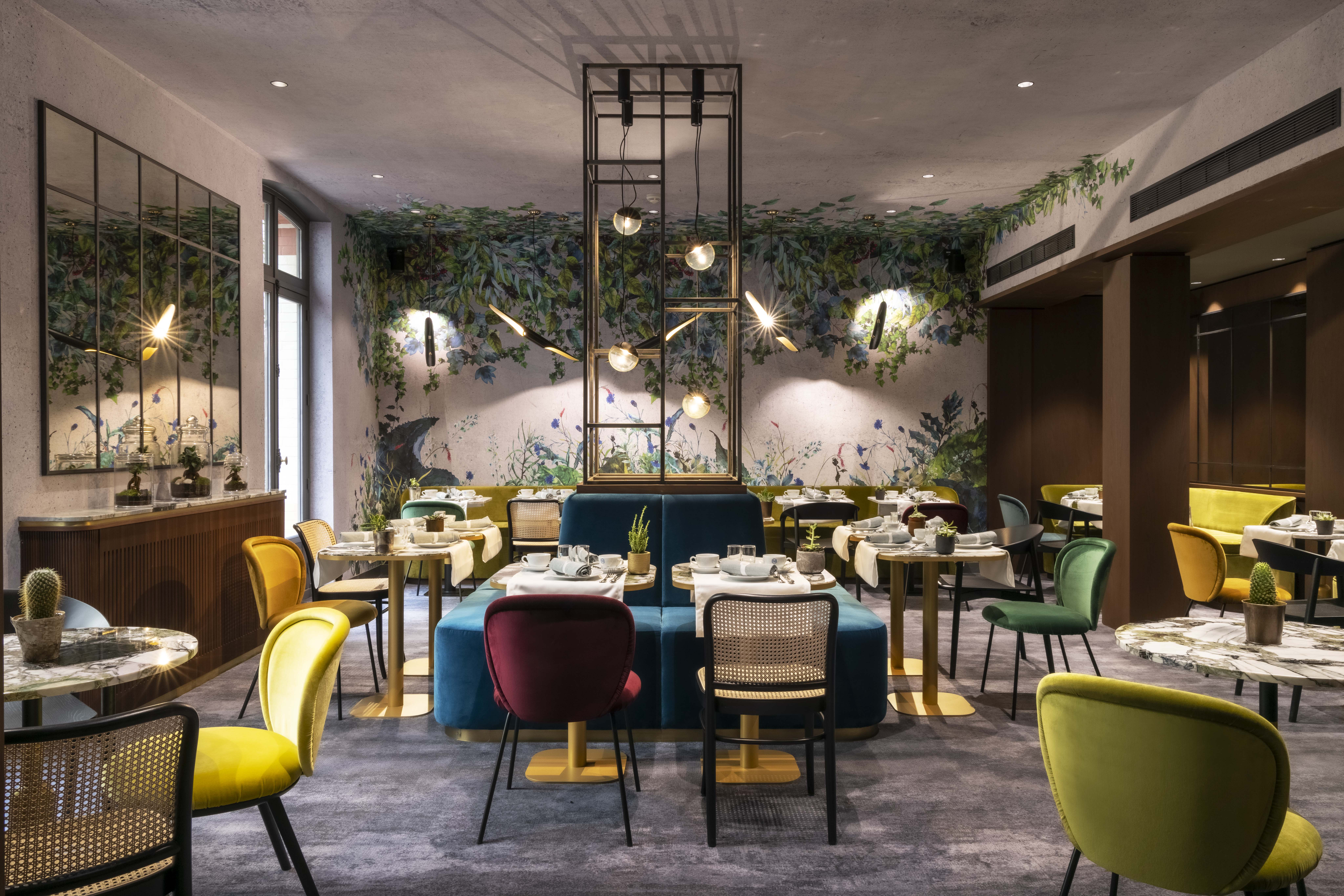